# Ballana aperta
Ballana aperta är en insektsart som beskrevs av Delong 1964. Ballana aperta ingår i släktet Ballana och familjen dvärgstritar. Inga underarter finns listade i Catalogue of Life.